# Hugo Lagus
Hugo Wilhelm Lagus, född 3 januari 1871 i Helsingfors, död 11 december 1946 i Björneborg, var en finländsk ekonom och författare. Han var son till Jakob Johan Wilhelm Lagus, statsråd, och Kristina Wilhelmina Kunelius. Han var gift med Inez Amalia Lagerborg från 1895.

## Biografi
Lagus blev student 1890, filosofie kandidat 1892, filosofie magister 1894 och slutligen filosofie doktor i Heidelberg 1908. Han arbetade som handelsskolelärare i Björneborg 1901–1934 och var skolans föreståndare 1910–1917. Han var även ägare och direktör för Porlan kalanviljelylaitos i Lojo från år 1916. Lagus var ledamot i stadsfullmäktige i Björneborg under perioden 1910–1913.
Han debuterade 1901 med reseskildringen Från tropikerna och skrev därefter bland annat den impressionistiska småstadsnovellen En berättelse om alkohol (1907) och den självbiografiska utvecklingsromanen Henrik Fabian Valentin, som utkom i tre delar 1916–1918. Han utgav vidare historiker över bland annat Kumo älvs flottningsbolag och firman W. Rosenlew & Co., en biografi över Wilhelm Rosenlew (på finska 1931) och en samling brev belysande släkten Lagus öden under förra hälften av 1800-talet.

## Verk[1]
- Från tropikerna 1901)
- En berättelse om alkohol (1907)
- Taloustieteen oppikirja (1907)
- Über den Holzexport und die Wälder Finnlands (1908)
- Vid sidan af vägen (1915)
- Henrik Fabian Valentin 1. I skolan (1916)
- Henrik Fabian Valentin 2. Studenten (1917)
- Henrik Fabian Valentin 3. Till lifvet (1918)
- Assistenten Aristides Tejtus äventyr (1920)
- Kumo älvs flottningsbolag 1876-1925 (1926)
- W. Rosenlew & Co aktiebolag 1853-1928 (1928)
- Porlan kalanviljelylaitos 1916-1928 (1930)
- Fredrik Wilhelm Rosenlew 1831-1892 (1931)
- En gammal akademisk släkt (1936)